# Pászthy Júlia
Pászthy Júlia (Eger, 1947. december 12. –) Liszt Ferenc-díjas (1981) magyar opera-énekesnő (szoprán), egyetemi tanár.

## Életpályája
Szülei: Pászthy János és Tóth Julianna. 1969-1970 között a miskolci Bartók Béla Zeneművészeti Szakközépiskola diákja volt. 1970-1975 között a Liszt Ferenc Zeneművészeti Egyetem ének szakos hallgatója volt. 1972-1975 között több nemzetközi énekverseny nyertese volt. 1974-2000 között a Magyar Állami Operaház magánénekese, 2000 óta énekmestere. 1995 óta a Liszt Ferenc Zeneművészeti Egyetem magánének pedagógusa. 1999-től a Magyar Ösztöndíj Bizottság tagja.

## Magánélete
1970-ben házasságot kötött Karosi Ottó gépészmérnökkel. Két gyermekük született; Karosi Bálint (1979) orgona- és klarinétművész, valamint Karosi Júlia (1982) jazz-énekesnő.

## Színházi szerepei
A Színházi Adattárban regisztrált bemutatóinak száma: 34.
- Joseph Haydn: Aki hűtlen, pórul jár... Vespina; Sandrina
- Wolfgang Amadeus Mozart: Varázsfuvola... I. fiú; Első gyermek; Pamina
- Benjamin Britten: Koldusopera... Lucky Lockit
- Christoph Willibald Gluck: Orfeusz... Euridike
- Claudio Monteverdi: Odüsszeusz hazatérése... A Szerelem; Pallasz Athéné
- Szabó-Borgulya: Légy jó mindhalálig... Doroghy Bella
- Giuseppe Verdi: Rigoletto... Ceprano grófné; Gilda
- Gian Carlo Menotti: A telefon... Lucy
- Mozart: Figaro házassága (opera)... Cherubin
- Csajkovszkij: Pikk dáma... Chloé
- Georges Bizet: Carmen... Micaela
- Verdi: Falstaff... Annuska
- Monteverdi: Tankréd és Clorinda párviadala... Clorinda
- Jacques Offenbach: Kékszakáll... Fleurette
- Prokofjev: Eljegyzés a kolostorban... Luisa
- Richard Strauss: A rózsalovag... Sophie
- Szokolay Sándor: Ecce homo... Mariori
- Kacsóh Pongrác: János vitéz... Iluska
- Giacomo Puccini: Bohémélet... Mimi
- Henry Purcell: Dido és Aeneas... 1. boszorkány; szellem
- Friedrich von Flotow: Márta, avagy a richmondi vásár... Lady Harriet
- Pergolesi: Az úrhatnám szolgáló... Serpina
- Humperdinck: Jancsi és Juliska... Juliska
- Offenbach: Orfeusz az alvilágban... Euridiké
- Puccini: Gianni Schicchi... Nella
- Mozart: Szöktetés a szerájból... Konstanza (Zenés TV-színház)[3]

## Lemezei
- Giacomo Carissimi: Jónás; Baltazár (1984, 2000)
- Szakály Ágnes: Cimbalom (1993)
- 300 év cimbalomzenéje (1994)
- Donizetti: Miserere (50. zsoltár) (1997)
- Haydn: Aki hűtlen, pórul jár (1997)
- Madarász Iván: Lót; Refrain (1999)
- Haydn: A hűség jutalma (2000)
- Poldini Ede: Farsangi lakodalom (2000)
- 50 éves a Hungaroton - Énekművészek (1951-2001) (2001)
- Brahms-dalok
- Schubert-dalok
- Mozart: Requiem

## Díjai, kitüntetései
- A Bach-énekverseny 3. díja (1972)
- A Kodály-énekverseny 2. díja (1974)
- Liszt Ferenc-díj (1981)
- Erzsébet-díj (1991)
- Lyra-díj (1992)
- Bartók–Pásztory-díj (1998)
- A Magyar Érdemrend tisztikeresztje (2013)[4]
- A Magyar Állami Operaház Örökös tagja (2018)